# Atractoscion nobilis
Atractoscion nobilis са вид лъчеперки от семейство Минокопови (Sciaenidae).

## Разпространение
Разпространени са в Тихия океан по западното крайбрежие на Северна Америка, от Долна Калифорния до района на Джуно в Аляска.

## Хранене
Хранят се главно с дребни риби и калмари.